# Wallers
Wallers és un municipi francès, situat a la regió dels Alts de França, al departament del Nord. L'any 2006 tenia 5.499 habitants. Limita al nord amb Hasnon, al nord-est amb Raismes, a l'est amb Hérin, al sud-est amb Bellaing i Haveluy, al sud amb Denain, i a l'oest amb Hélesmes.

## Demografia
| 1962                                       | 1968  | 1975  | 1982  | 1990  | 1999  | 2006  |
| ------------------------------------------ | ----- | ----- | ----- | ----- | ----- | ----- |
| 7.458                                      | 7.508 | 7.105 | 6.564 | 5.862 | 5.582 | 5.499 |
| Des de 1962: població sense dobles comptes |       |       |       |       |       |       |

## Administració
| Període   | Identitat             | Partit |
| --------- | --------------------- | ------ |
| 1947-1959 | Louis-Joseph Lecocq   |        |
| 1959-1965 | Albert Chevalier      |        |
| 1965-2008 | Claude Larcanché      |        |
| 2008-     | Salvatore Castiglione |        |